# Amt Enchenreuth
Das Amt Enchenreuth (ursprünglich Amt Radeck) war ein Amt des Hochstifts Bamberg.

## Amt Radeck
Ursprung der Herrschaft im Amtsgebiet war die Burg Radeck, die Stammburg der Herren von Radeck. Die Ursprünge der Herrschaft sind urkundlich nicht belegt, Burg und Besitz fielen im 14. Jahrhundert in den Besitz des Hochstiftes Bamberg. Im Bischofsurbar von 1323/28 wird es nicht genannt, im Bischofsurbar von 1348 ist das Amt Radeck jedoch enthalten. Entsprechend wird es in dieser Zeit an Bamberg gefallen sein.
Als erster „Castellanus“ (Burggraf) von Radeck wurde 1348 Hans von Waldenfels genannt. 1373 verlor das Hochstift das Amt aufgrund einer Fehde des Bischofs Lamprecht von Bamberg mit dem Landgrafen von Thüringen kurzfristig, erhielt es aber 1378 zurück. Amtmänner waren damals die Brüder Albrecht und Eberhard von Waldenfels. 1392 wurde Fritz von Redwitz als Amtmann genannt. Seit 1489 war Philipp von Guttenberg als letzter adeliger Amtmann Besitzer des Amtes Radeck. Seit Anfang des 16. Jahrhunderts nahm ein Gerichtsvogt die Bamberger Rechte war. Zur gleichen Zeit wurde das Amt nach Enchenreuth (heute ein Gemeindeteil von Helmbrechts) verlegt, seitdem wurde die Bezeichnung „Amt Enchenreuth“ verwendet.

## Amt Enchenreuth
Die Bamberger Zentgerichtsansprüche wurden 1514 vom Markgraftum Brandenburg-Bayreuth bestritten. Das markgräfliche Vogteiamt Schauenstein beanspruchte die Hohe Gerichtsbarkeit über die Amtsorte, die nach Schauenstein pfarrten. Dies waren Hohentann (Wüstung), Schönwald, Döbra, Pillmersreuth, Haidengrün, Poppengrün und Thron. Die Orte Rodeck und Hohenzorn waren davon nicht betroffen. Im Forchheimer Vertrag 1538 einigte sich Bischof Weigand von Redwitz mit dem Markgrafen Georg, dass dem Hochstift die Hochgerichtsbarkeit zustand. Dieser Konflikt war vor allem konfessionell bedeutsam: Die betreffenden Gemeinden gehörten zur protestantischen Pfarrei Döbra, die vom Diakon von Schauenstein mitbetreut wurde, während das Hochstift selbst ja katholisch war.
Umgekehrt gehörten die Ortschaften Unterbrumberg, Oberbrumberg, Bischofsmühle, Schnebes, Buckenreuth und der Amtsort Enchenreuth zur katholischen Pfarrei Enchenreuth nicht aber zum Amt.
Am Ende des HRR bestanden im Hochstift Bamberg 54 Vogteiämter, an deren Spitze ein Vogt stand. Die Aufgaben dieser Vogteiämter waren sowohl Verwaltungsaufgaben als auch die Ausübung der Niederen Gerichtsbarkeit. Das Amt Enchenreuth war eines dieser 54 Vogteiämter. Es war gleichzeitig Steueramt, also für den Einzug der Steuern zuständig. Die Verwaltung der Kammergüter und Lehen wurde von Kastenämtern durchgeführt. Das Amt Enchenreuth war kein Kastenamt, diese Funktion wurde im Amtsgebiet vom Kastenamt Stadtsteinach wahrgenommen.
Am Ende des Heiligen Römischen Reiches bestand das Amt aus Enchenreuth, Döbra, Rodeck, Unterbrumberg, Oberbrumberg, Buckenreuth, Hohentanne (Wüstung), Hohenzorn, Pillmersreuth, Poppengrün, Schnebes, Schönwald, Thron, Haidengrün, Papiermühle und Wäsch.

### Amtsverwaltung Marlesreuth
Seit 1734 stand das Rittergut Marlesreuth unter Zwangsverwaltung durch das Hochstift Bamberg. Der Amtsvogt von Enchenroth war gleichzeitig Administrator des ehemals Wildenstein’schen Rittergutes. Er verwaltete die grundherrlichen Ansprüche, das Forstamt und die Vogtei. 1796 verkaufte Martin von Wildenstein das Rittergut an das Hochstift. Die Vogtei wurde von Bayreuth bestritten. Die Amtsverwaltung war Grundherr in Haueisen, Marlesreuth und Molkenbrunn.

### Amtsverwaltung Nestelreuth
Das Rittergut Nestelreuth der Freiherren von Reitzenstein fiel 1782 an das Hochstift Bamberg heim. Der Amtsvogt von Enchenreuth war zuständig für die grundherrliche Verwaltung, dem Forstamt und der Vogteibehörde. Auch hier wurde von Bayreuth die vogteilichen Rechte bestritten. Die Amtsverwaltung war Grundherr in Bärenhaus, Garles, Marlesreuth und Nestelreuth.

## Auflösung
Mit dem Übergang des Hochstifts Bamberg an Kurpfalz-Bayern aufgrund des Reichsdeputationshauptschlusses wurden das Amt 1803 aufgelöst und dem Landgericht älterer Ordnung Landgericht Naila zugeordnet. Der größere Teil des Amtes ohne Enchenreuth, Bärnau, Bischofsmühle, Brumberg und Güchenreuth wurde an Preußen abgetreten.

## Persönlichkeiten

### Amtmänner
- Hans von Waldenfels (1348)
- Albrecht und Eberhard von Waldenfels (1373)
- Fritz von Redwitz (1392)
- Philipp von Guttenberg (1489)

### Amtsvögte
- Johann Conrad Bisani (1744)[3]
- Nicolaus von Dietrich (1780–1785)[4]
- Georg Josef Porzelt (1799, 1800)[5][6]